# Probolinggo
Probolinggo este un oraș de pe coasta nordică a provinciei Java de Est, Indonezia.